# Erigonoplus dilatus
Erigonoplus dilatus är en spindelart som först beskrevs av Denis 1949.  Erigonoplus dilatus ingår i släktet Erigonoplus och familjen täckvävarspindlar.
Artens utbredningsområde är Andorra. Inga underarter finns listade i Catalogue of Life.